# Jainosaurus
Jainosaurus é um gênero de dinossauro titanosaurídeo que viveu na região que atualmente compreende à Índia durante o Maastrichtiano, há aproximadamente 68 milhões de anos, estando muito provavelmente entre as espécies que desapareceram no Evento KT (há 65 milhões de anos).
Era um herbívoro quadrúpede. Um Jainosaurus adulto media cerca de 18 m de comprimento e 6 m de altura. Não existem estimativas seguras quanto ao seu peso.